# Kysucká kotlina
Kysucká kotlina je geomorfologická část Javorníků. Leží v jižní části Kysuc, v okolí města Kysucké Nové Mesto.

## Polohopis
Nachází se na východním okraji Javorníků, v sousedství Kysucké vrchoviny, v jižní části Kysuc, v okolí řeky Kysuca.  Má mírně protáhlý tvar ve směru sever-jih a její velkou část zabírá Kysucké Nové Město . Plošně nevelká kotlina má délku cca 6 a šířku okolo 2 km. Ze západu ji ohraničují Javorníky, z východu Kysucká vrchovina a na jihu ji uzavírá Kysucká brána.
Kotlinou procházejí významné dopravní komunikace nadnárodního významu; železniční trať Žilina - Ostrava a Evropská silnice E75 v trase silnice I / 11, směřující ze Žiliny na Ostravsko a do Slezska v jižním Polsku. 